# Alena Neumjarschyzkaja
Alena Neumjarschyzkaja (/nʲɛwmʲarʒɨtskaja/; belarussisch Алена Неўмяржыцкая, engl. Transkription Alena Neumiarzhytskaya, russisch Елена Невмержицкая – Jelena Newmerschizkaja – Yelena Nevmerzhitskaya; * 27. Juli 1980) ist eine belarussische Sprinterin.

## Sportliche Erfolge
Ihre größten Erfolge feierte Neumjarschyzkaja in der 4-mal-100-Meter-Staffel: So gewann sie
bei den Weltmeisterschaften 2005 mit ihren Mannschaftskameradinnen Julija Neszjarenka, Natallja Salahub und Aksana Drahun in nationaler Rekordzeit von 42,56 s hinter den Mannschaften aus den USA und Jamaika. Ebenfalls Staffel-Bronze gewann sie bei den Europameisterschaften 2006.

## Bestleistungen
- 100 Meter – 11,24 s (2006)
- 200 Meter – 22,99 s (2006)